# Bertel Juslén
Bertel Juslén (ur. 13 sierpnia 1880 w Tammisaari, zm. 19 czerwca 1951 w Kotce) – fiński żeglarz, olimpijczyk.
Na regatach rozegranych podczas Letnich Igrzysk Olimpijskich 1912 wystąpił w klasie 8 metrów zajmując 4 pozycję. Załogę jachtu Örn tworzyli również Gustaf Estlander, Carl-Oscar Girsén, Curt Andstén i Jarl Andstén.